# Autotrader EchoPark Automotive 400
Das Autotrader EchoPark Automotive 400 ist ein Rennen in der NASCAR Cup Series, welches auf dem Texas Motor Speedway in Fort Worth, Texas ausgetragen wird. Es ist relativ neu im Rennkalender. Das Eröffnungsrennen fand am 6. November 2005 statt. Ein weiteres Rennen der NASCAR Cup Series in Texas, das Samsung Mobile 500, wird bereits seit 1997 ausgetragen.
Das AAA Texas 500 ist das Resultat des sogenannten Ferko-Prozess, einer Kartellrechtsklage, nach der NASCAR gezwungen wurde, das vierte große Rennen, das Southern 500, aufzugeben. Von den Fans wurde das Rennen daher auch als „Francis Ferko 500“ verachtet, da es an Stelle des Southern 500 in den Kalender aufgenommen wurde. Das Rennen befand sich bislang immer im Chase for the Sprint Cup.

## Sieger
| Jahr          | Datum       | Fahrer         | Hersteller | Preisgeld (USD) | Distanz (Meilen) | Renndurchschnitt (mph) |
| ------------- | ----------- | -------------- | ---------- | --------------- | ---------------- | ---------------------- |
| Dickies 500   |             |                |            |                 |                  |                        |
| 2005          | 6. November | Carl Edwards   | Ford       | $ 440.550       | 501              | 151,055                |
| 2006          | 5. November | Tony Stewart   | Chevrolet  | $ 521.361       | 510 (1)          | 134,891                |
| 2007          | 4. November | Jimmie Johnson | Chevrolet  | $ 486.211       | 500              | 131,219                |
| 2008          | 2. November | Carl Edwards   | Ford       | $ 496.300       | 500              | 144,219                |
| 2009          | 8. November | Kurt Busch     | Dodge      | $ 440.575       | 500              | 147,137                |
| AAA Texas 500 |             |                |            |                 |                  |                        |
| 2010          | 7. November | Denny Hamlin   | Toyota     | $ 453.575       | 500              | 140,456                |
| 2011          | 6. November | Tony Stewart   | Chevrolet  |                 |                  |                        |
| 2012          | 4. November | Jimmie Johnson | Chevrolet  |                 |                  |                        |
| 2013          | 3. November | Jimmie Johnson | Chevrolet  |                 |                  |                        |
| 2014          | 2. November | Jimmie Johnson | Chevrolet  |                 |                  |                        |
| 2015          | 8. November | Jimmie Johnson | Chevrolet  |                 |                  |                        |
| 2016          | 6. November | Carl Edwards   | Toyota     |                 |                  |                        |
| 2017          | 5. November | Kevin Harvick  | Ford       |                 |                  |                        |
| 2018          | 4. November | Kevin Harvick  | Ford       |                 |                  |                        |
| 2019          | 3. November | Kevin Harvick  | Ford       |                 |                  |                        |

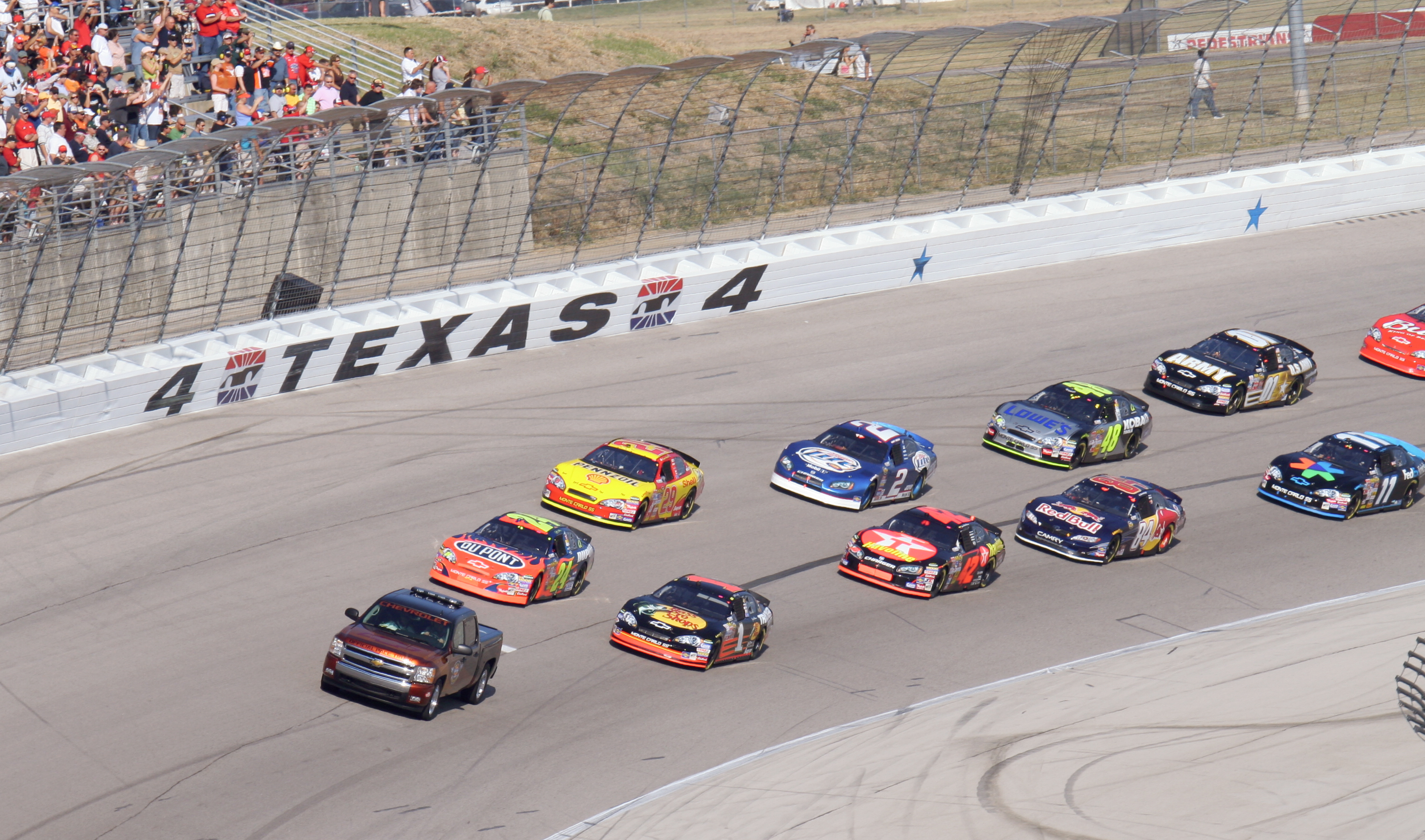
Das Feld hinter dem Pace Car in Kurve 4 im Jahre 2007.

(1) – Rennen wurde um sechs Runden wegen der Green-White-Checkered-Regel verlängert.